# Hedensted
Hedensted est une commune du Danemark, située dans la région du Jutland-Central. Elle comptait 46 747 habitants en 2019, pour une superficie de 551,47 km2.

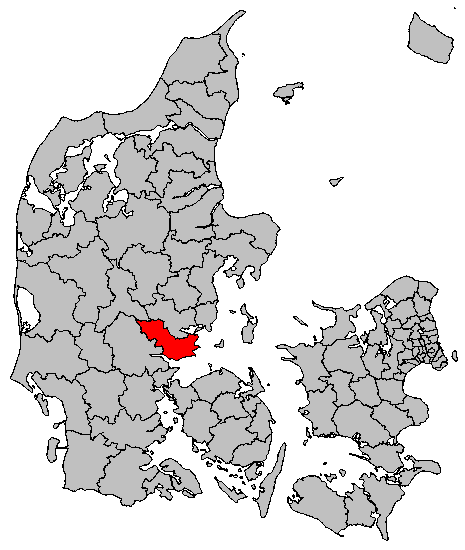
La commune d’Hedensted

Lors de la réforme des municipalités de 2007, l’ancienne commune — homonyme — a été fusionnée avec celles de Juelsminde et Tørring-Uldum.